# 楽園 (平井堅の曲)
「楽園」（らくえん）は、2000年1月19日に発売された日本の歌手、平井堅の8枚目のシングル。平井のシングル曲では初めてR&Bサウンドが取り入れられた。

## 解説
- 前作「Love Love Love」から約1年8ヶ月ぶりのシングルであり、デビューシングル「Precious Junk」以来ヒットに恵まれなかった平井にとって、歌手生命を賭けた作品であった[1]。イニシャル（初回プレス）枚数は3,207枚、そのうち1,500枚は札幌でのものだった[1]。宣伝費の予算はわずか300万円で、うちプロモーションビデオの制作費に100万円、残りはスポットCMの費用に充てられた[1]。
- 大ブレイクのきっかけとなった曲だったが、シングル曲としては初めて、平井自身が作詞も作曲も手がけていない曲であった。
- このシングルのCMには、当時同じ所属事務所の研音だった江角マキコが出演した[2]。
- 「Precious Junk」以来5年ぶり、7作ぶりに（通算2作目）オリコンチャート（トップ100）にチャートインした。オリコン最高7位、累計出荷枚数は60万枚を記録し[3]、平井はブレイクを果たした。
- 玉置成実が、nami名義で2010年2月17日にリリースした19枚目のシングル「思い出になるの?」のカップリング曲としてカバーした。
- BENIが2012年11月7日にリリースしたアルバム『COVERS:2』でカバーした。

## 収録曲
| #  | タイトル                | 作詞         | 作曲     | 編曲          | 時間 |
| -- | ----------------------- | ------------ | -------- | ------------- | ---- |
| 1. | 「楽園」                | 阿閉真琴     | 中野雅仁 | 中野雅仁      | 5:35 |
| 2. | 「affair」              | 松井五郎     | 243      | URU、京田誠一 | 5:18 |
| 3. | 「What's Goin' On?」    | 平井堅、ANNA | 平井堅   | 松原憲        | 4:14 |
| 4. | 「楽園 [BIRTHDAY MIX]」 | 阿閉真琴     | 中野雅仁 | Dj Koutarou.A | 6:45 |